# باب العامة
باب العامة ويعرف أيضا بأسم باب عمورية، وهو الباب الخامس من أبواب سور حريم دار الخلافة العباسية في بغداد. ويذكر ان أبوابه الحديدية الضخمة قد جلبت من مدينة عمورية من قبل الخليفة المعتصم بالله.